# 駒ヶ嶽儀右衛門
駒ヶ嶽 儀右衛門（こまがたけ ぎえもん、宝暦2年（1752年） - 寛政12年8月17日（1800年10月5日））は、陸奥国出身で伊勢ノ海部屋に所属していた江戸時代の元大相撲力士。最高位は大関（歴代大関としての代数は第44代大関）。出身地は陸奥国のうち、現在の宮城県遠田郡涌谷町に相当する場所である。
安永2年（1773年）冬場所(10月)、駒ヶ嶽 儀左衛門（こまがたけ ぎざえもん）と名乗って西関脇として大相撲界にデビュー。次の安永3年（1774年）春場所(4月)には儀右衛門と下の名を改めて大関昇進。しかし看板力士のため同年冬場所(10月)にはいきなり二段目に陥落、安永4年（1775年）春場所(3月)には三段目に陥落し、しばらく番付に名前が載らない場所もあったが、安永9年（1780年）春場所(3月)二段目に再登場し、天明3年（1783年）春場所(3月)に沖津風 礒右衛門（おきつかぜ いそえもん）と改名、天明4年（1784年）春場所(3月)に実力で幕内（上段）に復帰し、その場所では新鋭小野川を破った。天明6年（1786年）春場所(3月)には三段目陥落後の最高地位の小結となった。天明7年（1787年）冬場所(11月)から下の名を梶右衛門（かじえもん）と改めている。寛政6年（1794年）冬場所(11月)以降は再び二段目に陥落し、その後は寛政9年（1797年）春場所(3月)の引退まで二段目で相撲を取った。
明治後期の大関駒ヶ嶽國力とは同じ町内の出身である。

## 主な成績
- 初土俵：安永2年10月場所（関脇）
- 新入幕：安永2年10月場所（関脇）
- 大関在位：1場所
- 大関成績：1勝0敗7休
- 幕内（上段）在位：13場所
- 幕内（上段）成績：23勝21敗50休4分5預5無勝負

### 場所別成績
| 1773年 | x                        | 西関脇 1–0–6 1預       |
| 1774年 | 西大関 1–0–7             | 西幕下9枚目 2–6        |
| 1775年 | 西三段目筆頭 –           | 西三段目筆頭 –         |
| 1776年 | 西幕下7枚目 0–0          | 西三段目2枚目 –        |
| 1777年 | 西三段目2枚目 –          | 西三段目筆頭 –         |
| 1778年 | x                        | x                      |
| 1779年 | x                        | x                      |
| 1780年 | 西幕下5枚目 2–4          | 西幕下5枚目 3–6 1預    |
| 1781年 | 西幕下3枚目 3–3 1預      | 西幕下7枚目 1–7 1分    |
| 1782年 | x                        | x                      |
| 1783年 | 西幕下3枚目 3–3 1預      | 西幕下2枚目 2–4 1分1無 |
| 1784年 | 西前頭3枚目 3–1–2 2分2預 | 西前頭4枚目 4–3–2 1無  |
| 1785年 | x                        | x                      |
| 1786年 | 西小結 2–1–5 1分1預      | 西小結 3–2–3 1預1無    |
| 1787年 | 西前頭2枚目 – 興行中止   | 西前頭筆頭 0–0–10      |
| 1788年 | 西前頭筆頭 0–0–10        | x                      |
| 1789年 | x                        | x                      |
| 1790年 | x                        | x                      |
| 1791年 | x                        | x                      |
| 1792年 | x                        | 西前頭3枚目 2–1        |
| 1793年 | 西前頭3枚目 5–2–2        | 西前頭4枚目 1–6 1分2無 |
| 1794年 | 西前頭6枚目 1–5–3 1無    | 西幕下4枚目 1–3 2分1無 |
| 1795年 | 西幕下4枚目 0–3 2無      | 西幕下2枚目 0–5 1預    |
| 1796年 | 西幕下筆頭 2–3 1預       | 西幕下3枚目 0–5 1無    |
| 1797年 | 西幕下筆頭 引退 1–3–0    | x                      |
| 各欄の数字は、「勝ち-負け-休場」を示す。 優勝 引退 休場 十両 幕下 三賞：敢=敢闘賞、殊=殊勲賞、技=技能賞 その他：★=金星 番付階級：幕内 - 十両 - 幕下 - 三段目 - 序二段 - 序ノ口 幕内序列：横綱 - 大関 - 関脇 - 小結 - 前頭（「#数字」は各位内の序列） |                          |                        |

- この成績表でテンプレートの仕様上「幕下」となっている部分は、番付表の上から二段目であるため、「二段目」と呼ぶ方が正確である。当時は段ごとに力士の地位を待遇差で区別する発想がまだ確立しておらず、二段目以下でも番付表で「前頭」（「同」表記でない）と書かれている部分までは「幕内格」と見るべきだという説がある。
- 三段目の地位は小島貞二コレクションの番付実物画像による。

### 改名歴
- 駒ヶ嶽 儀左衛門（こまがたけ ぎざえもん）
- 駒ヶ嶽 儀右衛門（こまがたけ ぎえもん）
- 沖津風 礒右衛門（おきつかぜ いそえもん）
- 沖津風 梶右衛門（おきつかぜ かじえもん）